# جائزة هولندا الكبرى 1966
جائزة هولندا الكبرى 1966 هو سباق فورمولا 1 أقيم بتاريخ 24 يوليو 1966 في حلبة بارك زانتفورت، هولندا. كان الخامس من أصل 9 في بطولة العالم لسباقات الفورمولا واحد موسم 1966. حلّ الأسترالي جاك برابهام أولا بينما جاء البريطاني غراهام هيل في المركز الثاني وحصل على المركز الثالث البريطاني جيم كلارك.